# زومي
زومي هي قرية جبلية مغربية شمال المملكة. تنتمي زومي لإقليم وزان. يضم مركز هذه القرية 3.830 نسمة (إحصاء 2004).
زومي هي المركز الحضري لجماعة زومي بدائرة مقرصات ضمن إقليم وزان، جهة طنجة تطوان في المغرب. تقع جماعة زومي في بداية سلسلة جبال الريف، جنوب شرق مدينة شفشاون، شرق مدينة وزان.

## التقسيم
تنقسم جماعة زومي إلى 7 مشايخ:
- مركز زومي
- مشيخة بني يمل (10 دواوير)
- مشيخة زومي (8 دواوير)
- مشيخة امثيوة الشرقية (8 دواوير)
- مشيخة امثيوة الغربية (10 دواوير)
- مشيخة أولاد خيرون (13 دواوير)
- مشيخة الحجرة و بني رواس (15 دواوير)